# تريافنا
تريافنا (بالبلغارية: Трявна)‏ بلدة تقع إدارياً ضمن بلدية تريافنا في بلغاريا. ويبلغ عدد سكانها 9,831 نسمة، يقطنون في مساحة قدرها 16.122 كم². تعتمد تريافنا للبريد على الرمز البريدي 5350 وللاتصالات على رمز الاتصال الهاتفي المحلي 0677.

## توأمة
لتريافنا اتفاقيات توأمة مع كل من:
- Brienz [الإنجليزية]‏
- بيلاجيو
- Sesimbra [الإنجليزية]‏
- شكوفجا لوكا
- هوفاليز
- Oxelösund [الإنجليزية]‏
- Sherborne [الإنجليزية]‏
- ألتيا
- بوندوران
- بريناي
- سوشيتسا
- زفولن
- سيغولدا
- Türi [الإنجليزية]‏
- Agros, Cyprus [الإنجليزية]‏
- هولستيبرو
- باد كوتستينغ
- كوسيغ
- مارساسكالا
- ميرسن
- سيريت
- غرانفيل
- بروزة
- كاركيلا
- خوينا
- Niederanven [الإنجليزية]‏
- يودنبورغ

## أعلام
- جورجي جلوتشكوف